# František Kroutil (pekař)
František Kroutil (21. května 1905 Nehvizdy – 26. listopadu 1975 Švýcarsko) byl za Protektorátu Čechy a Morava pekař, bývalý náčelník Sokolské organizace v Nehvizdech, jeden z prvních, kdo se setkal s rotmistry Jozefem Gabčíkem a Janem Kubišem po dopadu paravýsadku Anthropoid na území protektorátu. František Kroutil předal výsadkářům kontakty na své spolehlivé sokolské přátele: Břetislava Baumana a Jaroslava Starého, kteří pomohli výsadkářům s vyzvednutím a dopravou operačního materiálu z Nehvizd do Prahy. 

## Život
František Kroutil se narodil 21. května 1905 v Nehvizdech. Byl pekařem a v Nehvizdech číslo popisné 34 provozoval rodinnou strojní pekárnu. Od roku 1930 vykonával funkci náčelníka místní Sokolské organizace v Nehvizdech. V sokolské organizaci byl činný i jeho bratr učitel a osvětový pracovník Antonín Kroutil (1900–1942).

### Výsadkáři
Vysazení výsadkářů z Velké Británie ve třech operačních paraskupinách (Anthropoid, Silver A a Silver B) do Protektorátu Čechy a Morava bylo provedeno v noci 29. prosince 1941 a jako v pořadí první byli vysazeni příslušníci Antrhropoidu (rotmistr Jan Kubiš a rotmistr Jozef Gabčík) v 02.24 hodiny greenwichského času (3.24 středoevropského času). Původně plánovaným místem seskoku členů Ahtrhopoidu byly Ejpovice u Plzně, ale vlivem navigační chyby dopadli oba rotmistři na zasněžené pole mezi obcemi Nehvizdy a Horoušany (okres Praha-východ, Středočeský kraj) asi 100 km od předpokládaného místa výsadku. Velitel výsadku Josef Gabčík se při seskoku zranil (vykloubil si palec a pochroumal kotník na levé noze, ale byl schopen kulhavé chůze) zatímco Jan Kubiš přistání absolvoval bez následných zdravotních problémů. Operační vybavení (výstroj, tři padáky a sabotážní materiál z kontejneru, který přistál u hřbitovní zdi) ukryli v blízké zahradní boudě (patřila zahradníkovi Antonínu Sedláčkovi) a uvnitř chatky přečkali oba výsadkáři i zbytek noci.
Po rozednění se ráno Jan Kubiš vypravil do nejbližší obce (Nehvizdy) nacházející se severně od místa dopadu aby se zorientoval a zjistil, kde se přesně nachází. V Nehvizdech, kam dorazil, našel místní faru u kostela svatého Václava. Tam se obrátil na místního faráře Františka Samka (* 30. dubna 1892 Třebíč – 25. června 1961 Nehvizdy) s prosbou o pomoc. Svoji přítomnost v místě odůvodnil legendou, že utíká z nucené práce v Říši a cestou zabloudil. František Samek mu na mapě ukázal místo, kde se nachází a zároveň mu dal kontakt na místního obětavého vlastence a v té době již bývalého náčelníka nehvizdského Sokola Františka Kroutila.
Tak se stalo, že místní pekař František Kroutil byl jedním z těch, kteří se jako první setkali s rotmistry Jozefem Gabčíkem a Janem Kubišem po dopadu paravýsadku Anthropoid na území protektorátu. Oba parašutisté pak opustili Nehvizdy a podle původních pokynů vyrazili na vlak na nádraží do Mstětic a odtud železnicí na svoji první záchytnou adresu (poskytnutou jim Londýnem) do Rokycan, kde se jich ujal člen ilegální sítě železničářů – penzista Václav Stehlík, který zajistil ošetření Gabčíkova zranění rokycanským praktickým lékařem Zdenko Čápem.

### Operační materiál
Zatímco si rotmistr Jozef Gabčík léčil své zranění, nezraněný rotmistr Jan Kubiš se 13. ledna 1942 vydal do Nehvizd pro operační materiál, aby jej skrytě dopravil do Prahy. František Kroutil poskytl Janu Kubišovi kontakt na svého sokolského kolegu, mlynáře Břetislava Baumana z Horoušan. Tím, že Baumana seznámil s Kubišem, zapojil mlynáře v lednu 1942 do protiněmeckého odboje. Do okruhu místních podporovatelů výsadku Anthropoid zapojil v lednu 1942 František Kroutil i druhého svého sokolského kolegu (náčelníka IV. okrsku župy Barákovy), bývalého vojáka (z 1. světové války) a příslušníka zahraniční britské armády – zahradníka Jaroslava Starého z nedalekých Šestajovic.
Pramen uvádí, že se František kroutil na další odbojové činnosti přímo nepodílel, ale že sehrál důležitou roli poskytnutím kontaktů na své sokolské přátele: Břetislava Baumana a Jaroslava Starého. Stěhování materiálu z domku zahradníka Antonína Sedláčka bylo zahájeno v neděli 4. ledna 1942 a dále pak pokračovalo v dalších dnech. Za pomoci Jaroslava Starého a dalších odbojářů byl materiál (tři padáky, pryžové přílby, popruhy, lopatky, plechové krabice se zbraněmi a výbušninami a další předměty) přepravován povozem Břetislava Baumana do sluje u dna rokle opuštěného lupkového lomu Skály (ten se nacházel v lokalitě na trase: Nehvizdy – Horoušany) a odtud byl pak přepravován na další předem připravená místa v Praze.
Do pomoci parašutistům se záhy zapojili sokolové z okolí Nehvizd i z Prahy a v konečném důsledku tak s přepravou materiálu do hlavního města již pomáhali i náčelník Sokola Vysočany Jaroslav Piskáček a bývalý náčelník sokolské župy Krušnohorské-Kukaňovy Václav Novák.

### Prozrazení
Po odvozu materiálu se celá oblast dostala mimo dění a gestapo nemělo vůbec tušení o zapojení zdejších lidí. To se změnilo díky zradě Karla Čurdy, který se 16. června 1942 na gestapu sám přihlásil. Začalo postupné rozkrývání sítě spolupracovníků výsadkářů, které dovedlo nacisty až k Břetislavu Baumanovi. Dne 15. července 1942 byl společně s Jaroslavem Starým zatčen komisařem Paulem Schummem. Oba odbojáři byli odsouzeni stanným soudem k trestu smrti a dne 24. října 1942 zastřeleni během fingované zdravotní prohlídky ranou z malorážní pistole zezadu do týla v odstřelovacím koutě bunkru v koncentračním táboře Mauthausen.

### Po druhé světové válce
Druhou heydrichiádu jakož i celou druhou světovou válku pekař František Kroutil přežil jen díky tomu, že jej po svém zatčení během zostřených výslechů gestapa neprozradili jeho sokolští přátelé – odbojáři Břetislav Bauman a Jaroslav Starý. (A ani nikdo jiný z jejich rodin, především taktéž vyslýchané, vězněné a popravené manželky: Emilie Baumanová, Marie Stará). O svém kontaktu se členy paravýsadku Anthropoid se František Kroutil zmínil jen letmo a to po skončení druhé světové války dne 9. prosince 1945 na tryzně za parašutisty v Nehvizdech pořádané IV. okrskem župy Barákovy.
Jako přeživší heydrichiády byl František Kroutil vystaven po druhé světové válce velkému tlaku místních aktivistů. To byl hlavní důvod k tomu, že v roce 1948 odešel do emigrace do Spojených států amerických. František Kroutil zemřel ve Švýcarsku dne 26. listopadu 1975.

## Galerie

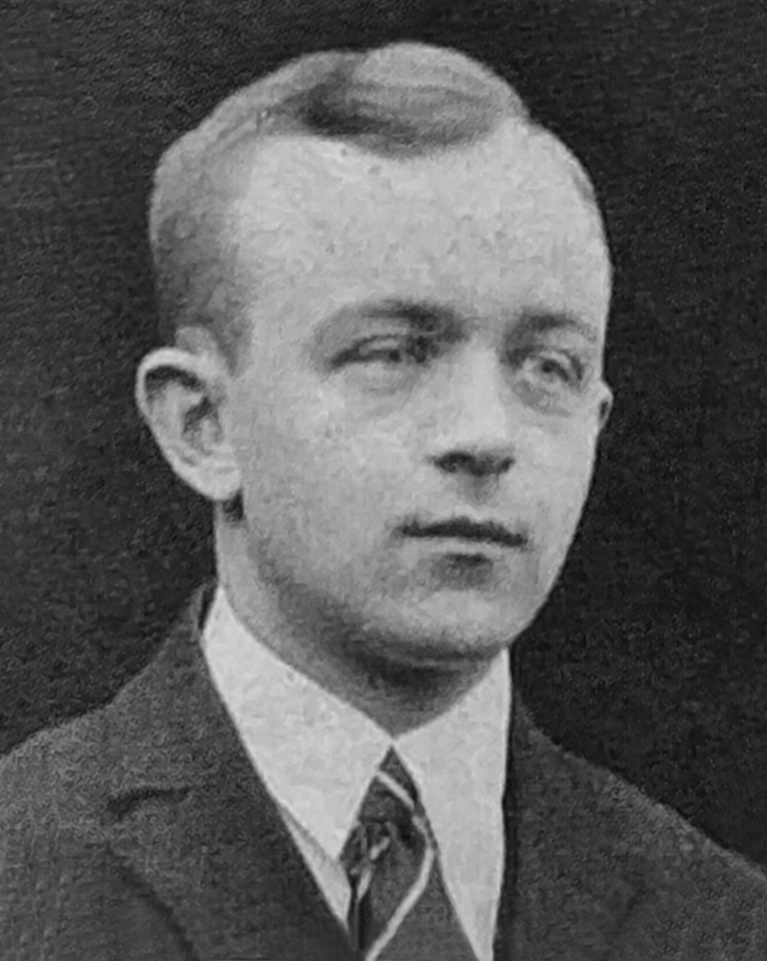
Antonín Kroutil – bratr Františka Kroutila
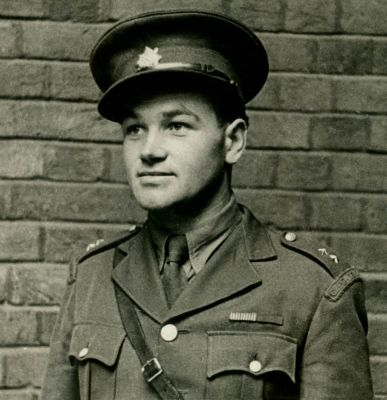
Rotmistr Jan Kubiš
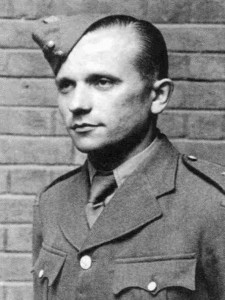
Rotmistr Jozef Gabčík
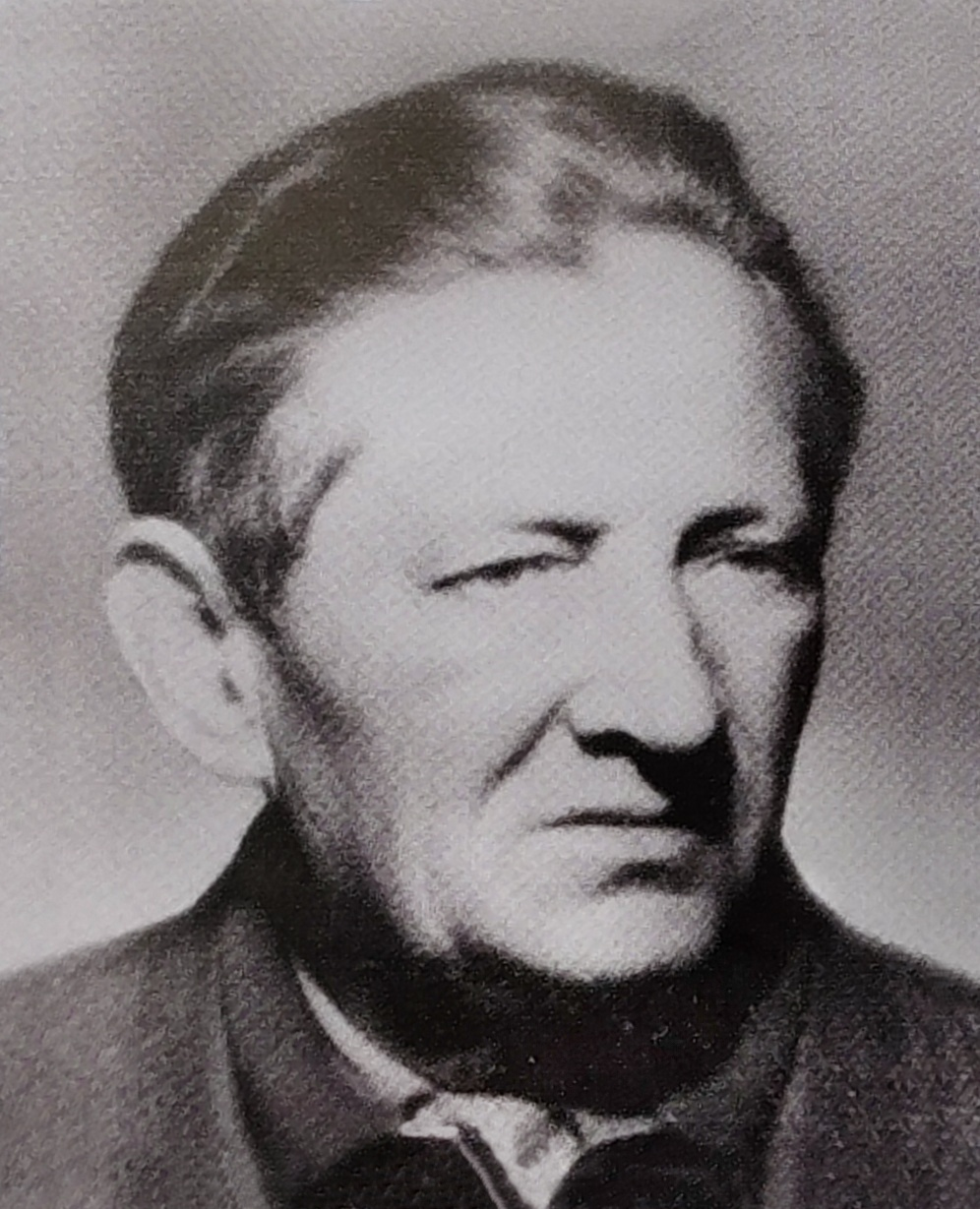
Hajný Alois Šmejkal
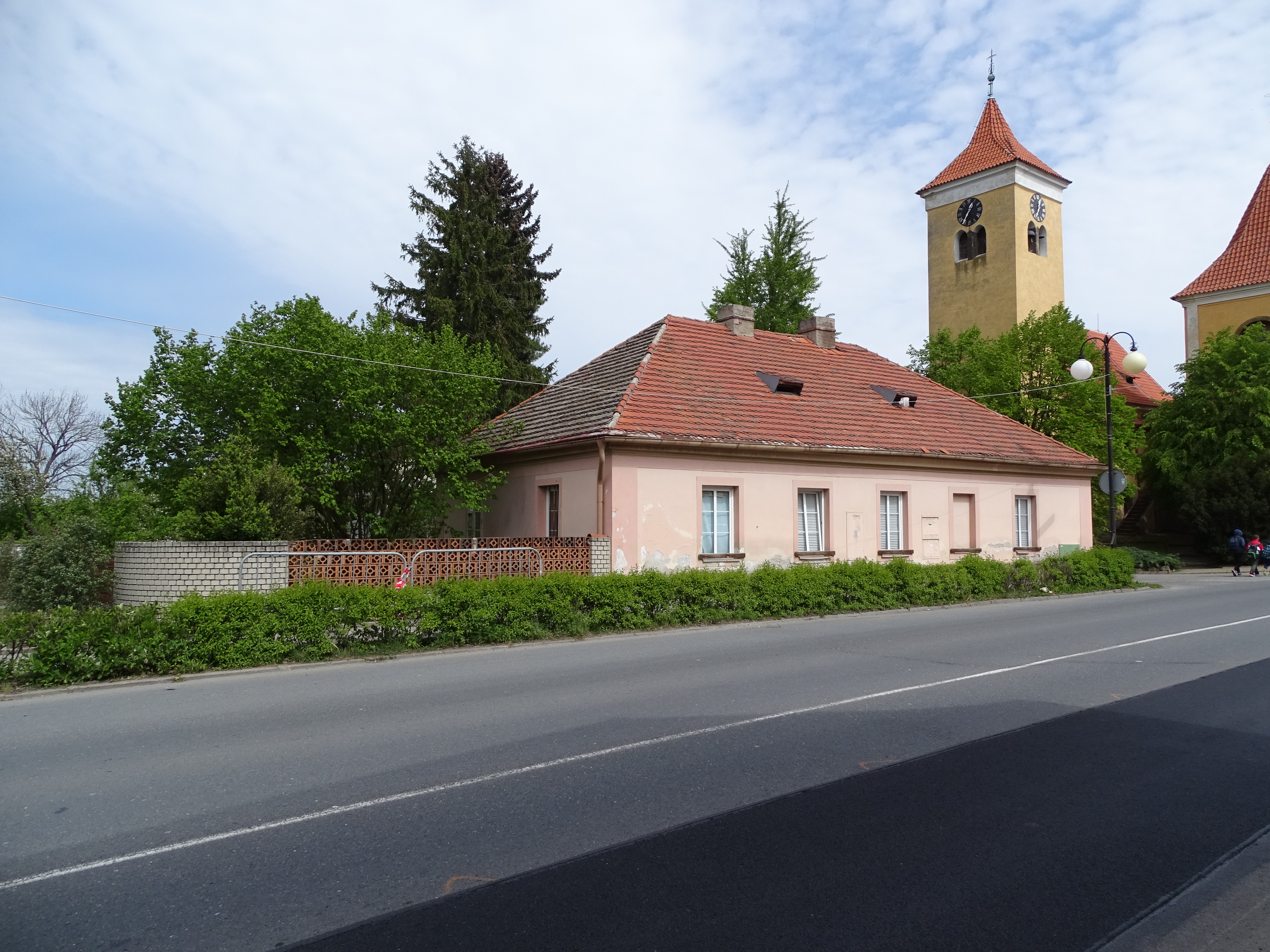
Fara v Nehvizdech (v pozadí kostel svatého Václava)
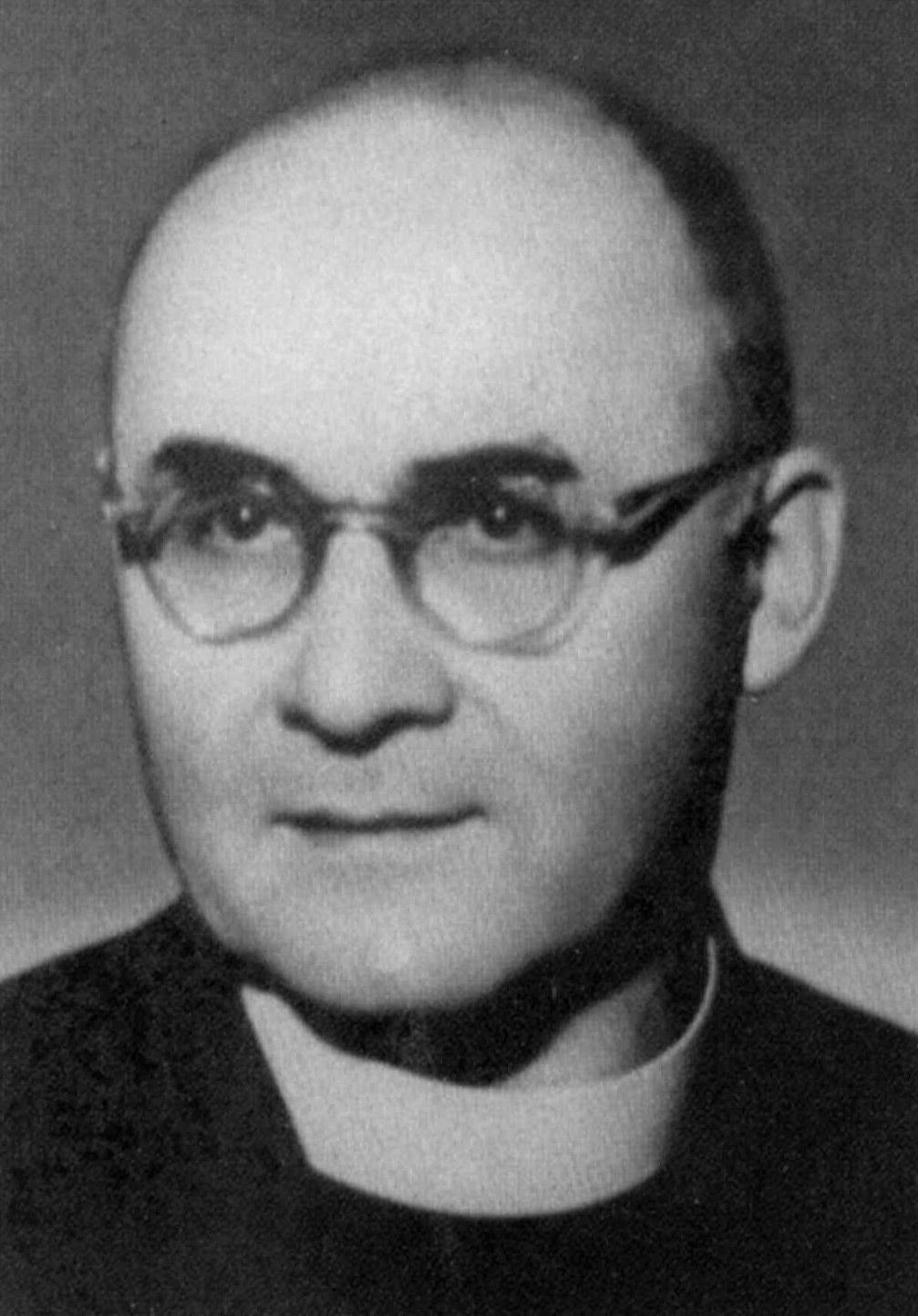
František Samek – římskokatolický farář v Nehvizdech
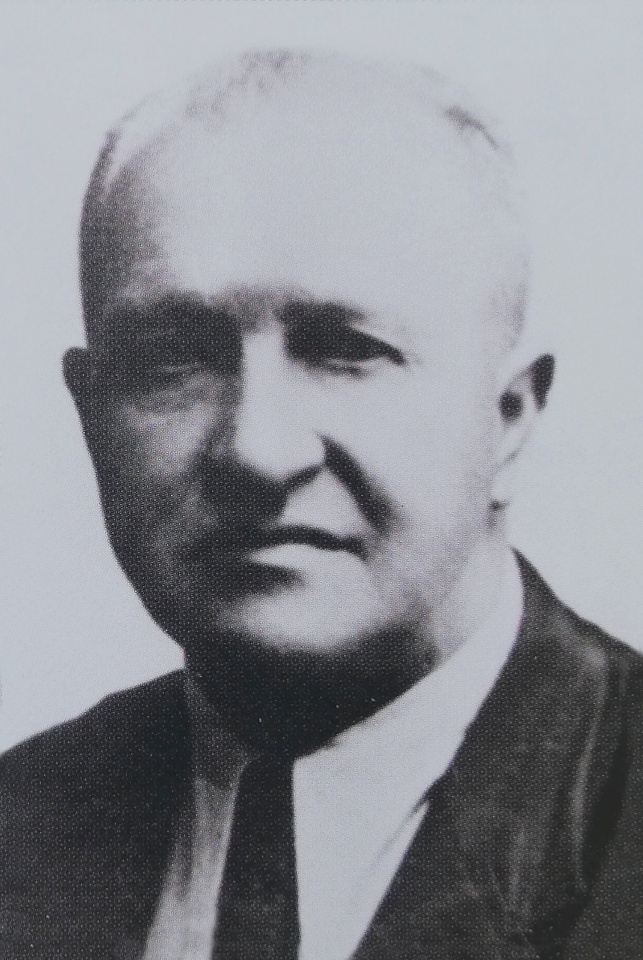
Penzista Václav Stehlík – člen ilegální sítě železničářů
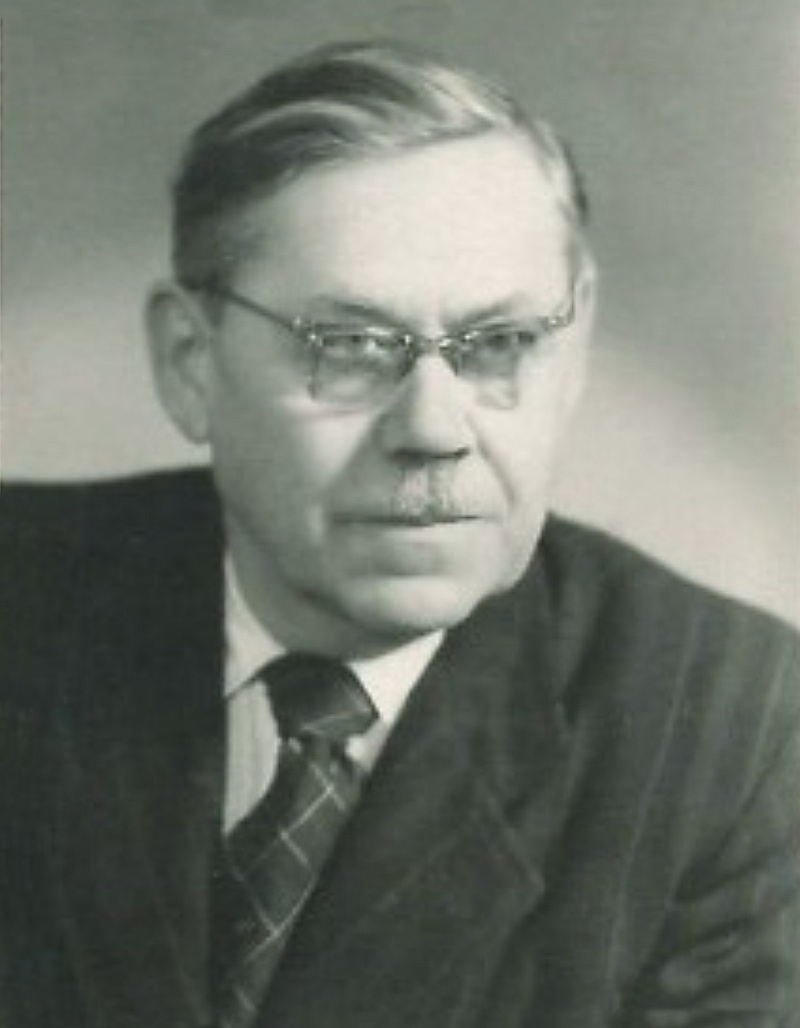
MUDr. Zdeněk Čáp – rakovnický praktický lékař
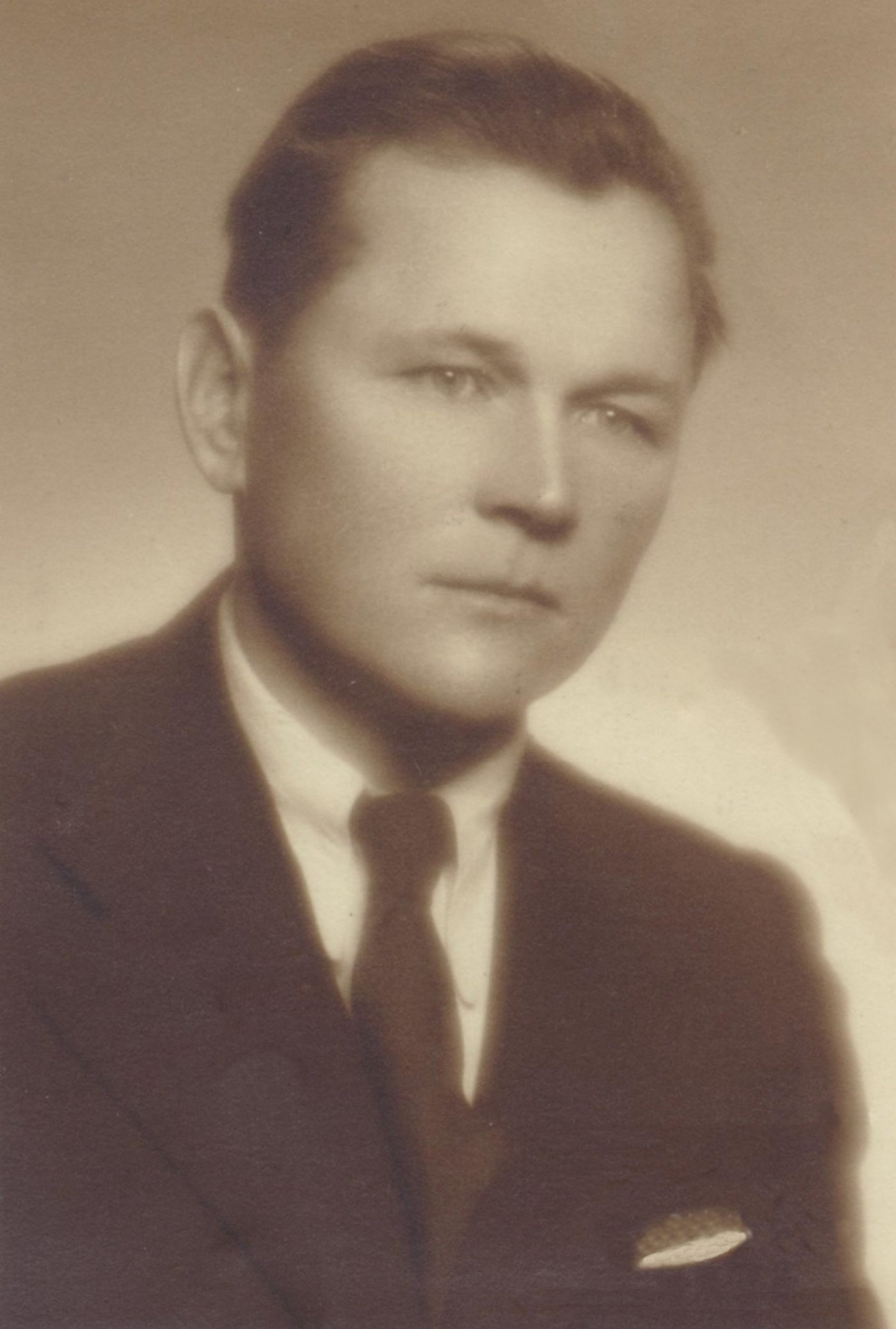
Sokol Břetislav Bauman – mlynář z Horoušan
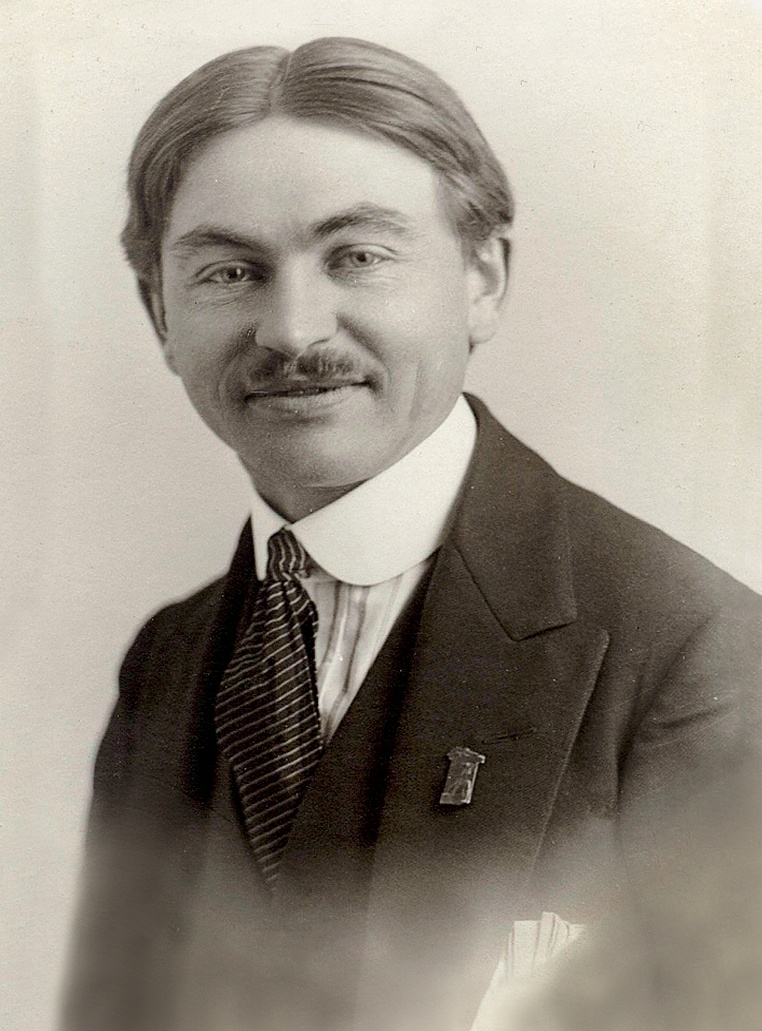
Sokol Jaroslav Starý – zahradník z Šestajovic
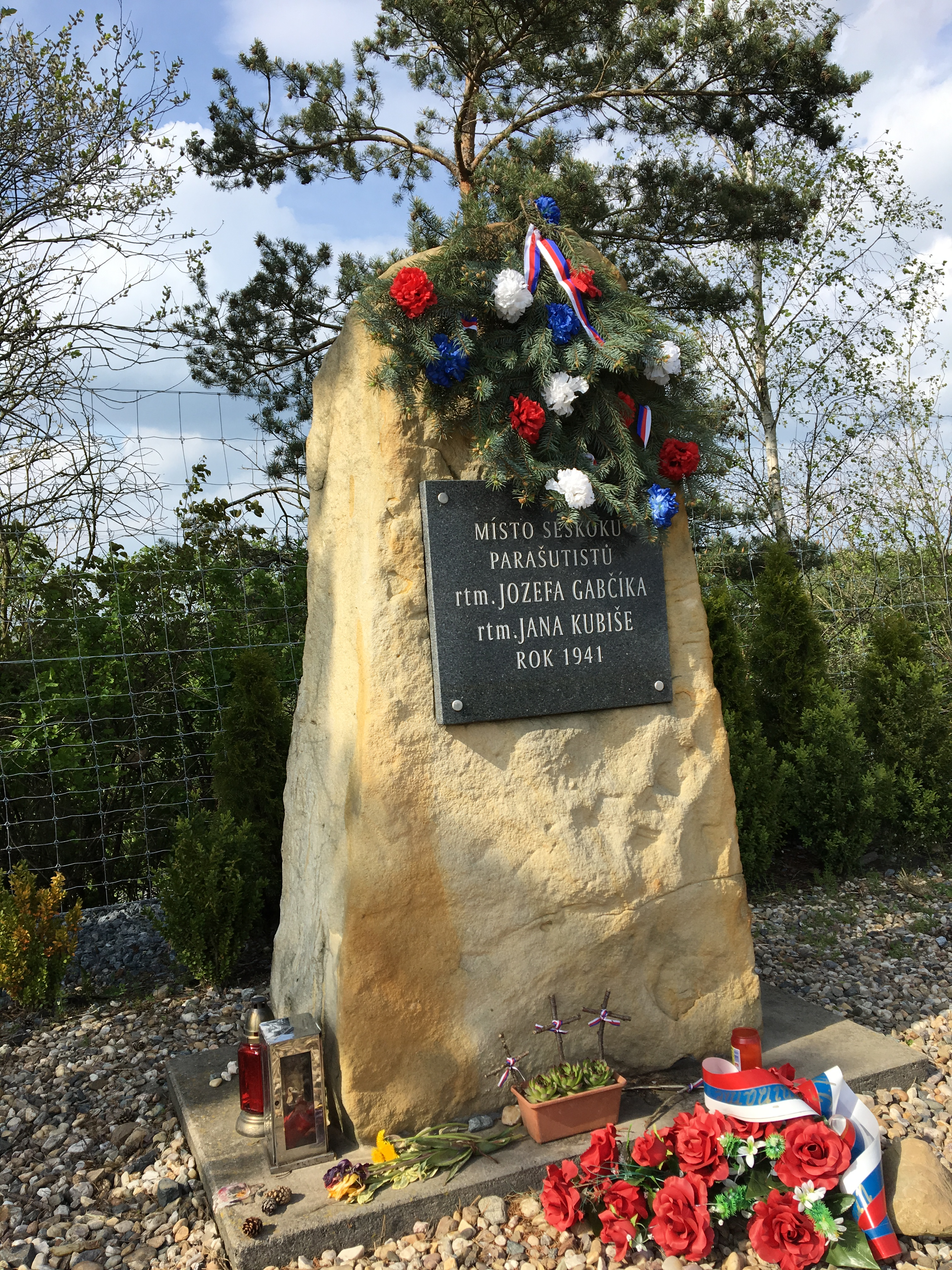
Památník místa seskoku Jozefa Gabčíka a Jana Kubiše v Nehvizdech
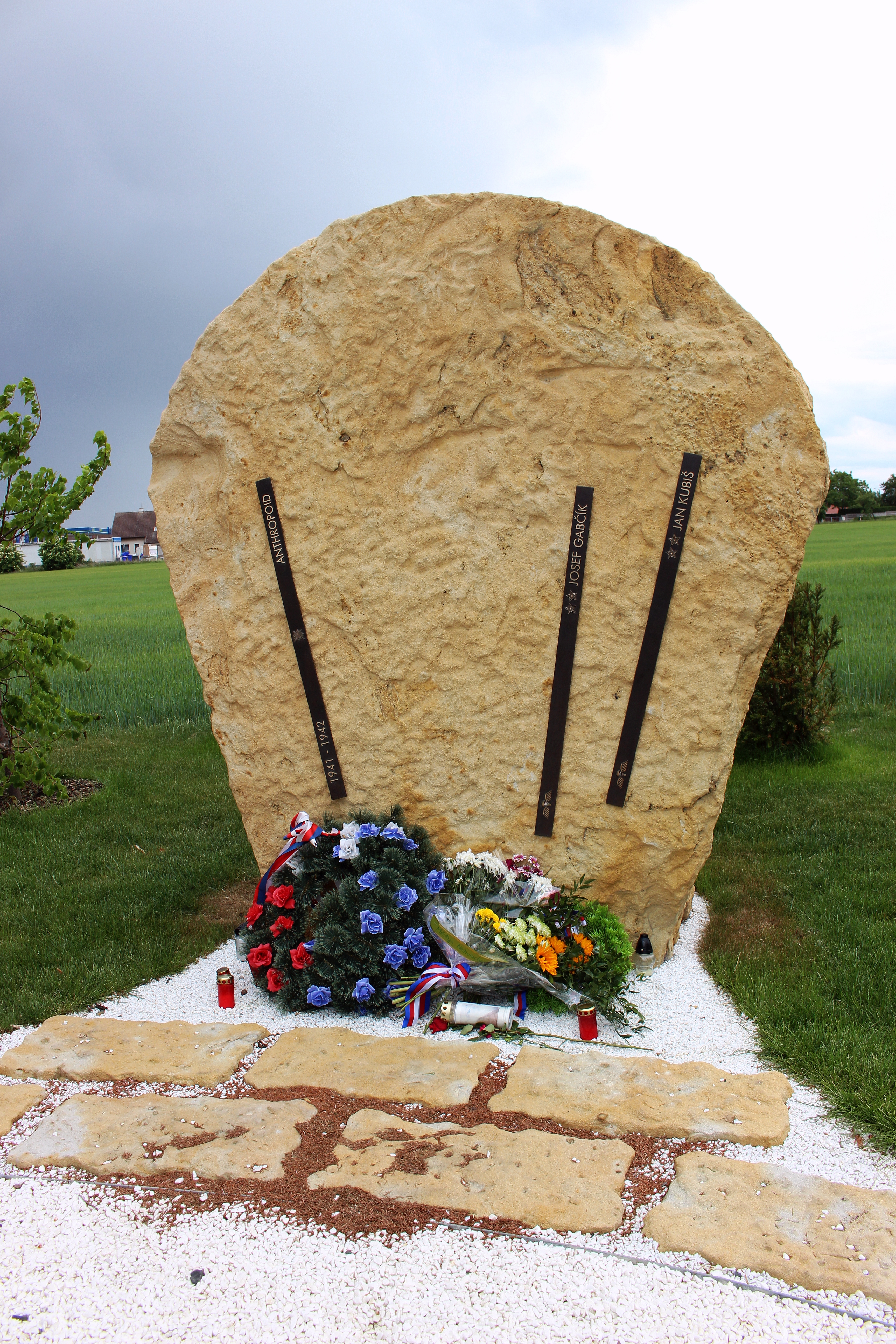
Památník Operace Anthropoid v Nehvizdech u hřbitova